# Jan Oblak
Jan Oblak (n. 7 ianuarie 1993, Kranj, Comuna urbană Kranj, Slovenia) este un fotbalist sloven, care joacă pe post de portar la Atlético Madrid în La Liga. Pe plan internațional, are prezențe la națională pentru Slovenia și Slovenia U21⁠(d).
Oblak a semnat cu echipa portugheză Benfica la vârsta de 17 ani, și a făcut parte din echipa care a câștigat tripla în sezonul 2013-14. A fost cumpărat de Atletico Madrid pentru 16 milioane de euro, devenind cel mai scump portar din toate timpurile din La Liga și al optulea cel mai scump portar din lume. În sezonul 2015-16 a câștigat Ricardo Zamora Trofeul pentru cel mai bun portar, reușind să primească numai 18 goluri.
Oblak a debutat la naționala Sloveniei în 2012.

## Cariera
Pe 14 iunie 2010, Oblak a semnat un contract cu clubul portughez de fotbal Benfica, fiind împrumutat la Beira-Mar. A terminat sezonul 2010–11 la Olhanense. În sezonul următor Oblak a fost împrumutat la União de Leiria, pentru care a debutat pe 15 ianuarie într-un meci jucat în deplasare cu Nacional, încheiat cu scorul de 2–2 .
În iulie 2013 Oblak a refuzat să se prezinte la antrenamentele de dinaintea sezonului, susținând că i-a expirat contractul cu Benfica. În următoarea lună a semnat extinderea contractului până în 2018, menționând faptul că a fost o neînțelegere. Pe 6 iulie 2014 a câștigat Premiul pentru cel mai bun portar din partea LPFP.

## Palmares

### Club
Benfica
- Primeira Liga: 2013–14[14]
- Taça de Portugal: 2013–14[14]
- Taça da Liga: 2013–2014[14]
- UEFA Europa League: Finalist 2013–14[15]

Atlético Madrid
- Supercopa de España: 2014[16]
- Liga Campionilor UEFA: Finalist 2015–16

## Legături externe
- Profil oficial pe site-ul lui Atlético Madrid Arhivat în 24 octombrie 2016, la Wayback Machine.
- Jan Oblak pe footballzz.co.uk
- Jan Oblak pe BDFutbol
- Profilul lui Jan Oblak pe ForaDeJogo
- Profilul lui Jan Oblak pe Soccerway
- Jan Oblak pe site-ul National-Football-Teams.com